# Rinderfeld
Rinderfeld ist ein Stadtteil von Niederstetten im Main-Tauber-Kreis im Nordosten von Baden-Württemberg. Zu Rinderfeld gehören die Weiler Dunzendorf und Streichental.

## Geographie
Das Haufendorf liegt auf einer Hochebene, etwa drei Kilometer nordöstlich von Niederstetten an der Landesstraße L 1020. Westlich verläuft die B 290 und östlich die A 7. Aus dem Rinderfelder Badesee heraus fließt der Rindbach in nördlicher Richtung und durch den Ort hindurch. Auf der Gemarkung Rinderfeld liegt das 0,84 ha große Naturschutzgebiet Erlenbruchwald beim Lichteler Landturm. Zur Gemarkung der ehemaligen Gemeinde Rinderfeld gehören das Dorf Rinderfeld (⊙) mit den Weilern Dunzendorf (⊙) und Streichental (⊙) sowie den abgegangenen Ortschaften Kunzenweiler und Wieset.

## Geschichte
Die erste urkundliche Erwähnung war 1343 als Ryndervelt. Damals war der Ort hohenlohisch, nach wechselnden Besitzern kam die Gemeinde 1810 zum Oberamt Mergentheim. Bei der Gemeindereform wurde Rinderfeld am 1. Februar 1972 nach Niederstetten eingemeindet.
Die seit 1360 bestehende Pfarrei ist seit 1528 evangelisch.

## Kultur und Sehenswürdigkeiten

### Kulturdenkmale

#### Wehrkirche Rinderfeld
Auf einer Anhöhe mitten im Dorf, innerhalb des Friedhofes, liegt die evangelische Wehrkirche mit Kirchhofbefestigung, ehemals St. Michael. Im Jahre 1607 wurde das Kirchenschiff der romanischen Chorturmkirche mit profiliertem Rundbogenportal gotisch umgestaltet. Bei der Kirchhofmauer besteht ein rundbogiger Eingang.

#### Weitere Sehenswürdigkeiten
- Neben der Kirche steht das Rathaus mit Natursteinsockel und Fachwerk. Bis 1898 diente es als Schulhaus, danach bis 1962 als Landjägerhaus und Polizeiposten.
- Das 1898 erbaute neue Schulhaus, das hinter dem Friedhof liegt, ist ein zweistöckiger Backsteinbau mit Mittelrisalit und reichem historisierendem Portal. Heute wird das „Alte Schule“ genannte Gebäude als Dorfgemeinschaftshaus genutzt.
- Die intakte Rinderfelder Dorfschmiede stammt aus dem Jahre 1840
- An der Straße nach Rothenburg ob der Tauber liegt der ca. 300 Jahre alte Hochzeitswald von Streichental, in dem nach altem Brauch nur Hochzeitspaare aus Streichental zur Hochzeit eine Eiche pflanzen dürfen. Ein Denkmal in der Nähe erinnert an den abgegangenen Weiler Wiesetweiler, der ebenfalls zu Rinderfeld gehört hatte.

### Badesee Rinderfeld

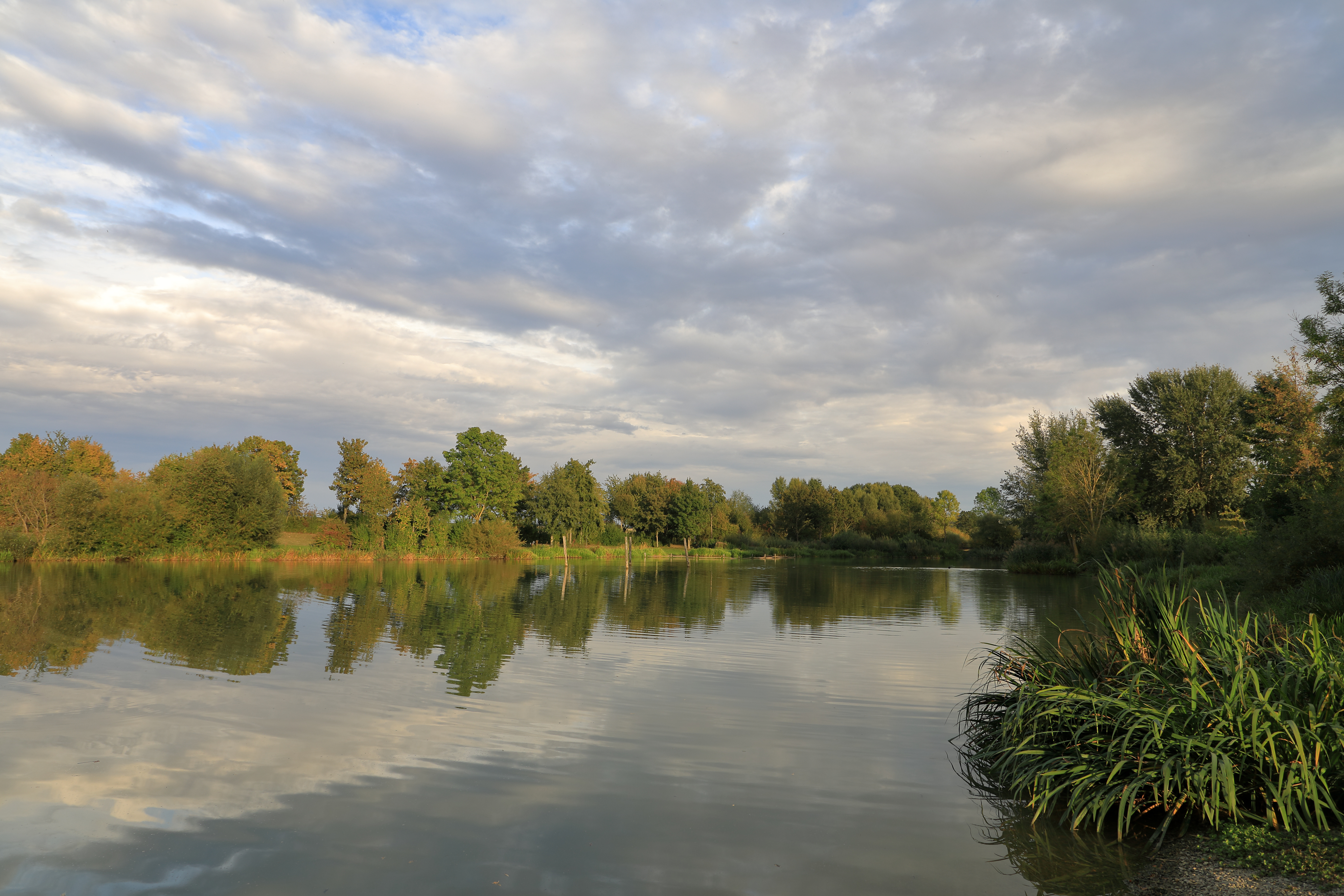
Rinderfelder Badesee

Am südlichen Ortsrand erstreckt sich der Mitte der 1990er Jahre als Regenrückhaltebecken erbaute Rinderfelder See.

## Wappen
Wappenbeschreibung: „In Blau auf grünem Boden ein stehendes goldenes Rind“